# Giovanni Ceirano
Giovanni Ceirano (Cuneo, 1865 - Turín, 30 de marzo de 1948) fue un industrial italiano, pionero de la industria automovilística y fundador de Junior Fabbrica Torinese Automobili en 1905, Società Ceirano Automobili Torino en 1906, Ceirano Fabbrica Automobili en 1917 y SCAT-Ceirano en 1923.

## Historia
Giovanni Ceirano, segundo de cuatro hermanos Ceirano, nace en Cuneo en 1865.
En 1904 constituye la Ceirano Giovanni Junior & C., que en 1905 cambia su denominación a Junior Fabbrica Torinese Automobili, empresa automovilística conocida por la marca Junior. En 1906 abandona la Junior para fundar la Società Ceirano Automobili Torino, conocida por su acrónimo SCAT, de la cual se convierte en administrador delegado. Abandona la SCAT en 1918 y en 1919 funda la Ceirano Fabbrica Automobili junto a su hijo Giovanni "Ernesto". Giovanni a la vez que gestionaba la Ceirano Fabbrica Automobili recupera las acciones de la SCAT, consiguiendo una participación mayoritaria. El 25 de agosto de 1923 aumenta el capital de la SCAT a 700.000 liras y al mismo tiempo efectúa la fusión de la Ceirano Fabbrica Automobili en la SCAT dando lugar a la SCAT-Ceirano. En 1929 la SCAT-Ceirano pasa por dificultades económicas y una participación mayoritaria es adquirida por FIAT. En 1931 Giovanni abandona definitivamente la SCAT-Ceirano. En 1934, nuevamente junto a su hijo Giovanni "Ernesto", adquiere la empresa automovilística FATA. Debido a los acuerdos firmados con FIAT para la venta de la SCAT-Ceirano, Giovanni no puede continuar desarrollando su actividad en el sector de la fabricación automovilística, por lo que reorienta las actividades de FATA hacia la fabricación de recambios para automóviles. Cesa su actividad en 1945.
Muere en La Cassa el 30 de marzo de 1948.